# Павле Бубања
Павле Бубања (Беране, 9. август 1936 — Крушевац, 26. фебруар 2022) био је српски универзитетски професор и филозоф.

## Биографија
Рођен је у селу Бубањама, селу поред Берана у Црној Гори.
Дипломирао је филозофију и теологију, а докторирао Филозофију мира на Филозофском факултету у Београду. Био је редовни професор Филозофије на Економском факултету у Нишу. Радио је на постављењу и развоју идеје мира у историји српског народа. Граду Крушевцу је 1986. године донео Медаљу мира, а 1990. Весник мира.
Идејни је творац Крушевачке филозофско-књижевне школе.

## Дела
- Мир ће бити дело правде, 1999  157815047
- Филозофија са филозофским лексиконом, 1999  512502959
- Примењена филозофија, 1981  41250311
- Стварање филозофије, 1992  55425031